# Tom's Hardware
Tom's Hardware è una testata giornalistica on-line di argomento tecnologico fondata nel 1996 dal dottor Thomas Pabst. Tom's Hardware è ora di proprietà del Bestofmedia Group company.

## Descrizione
Tom's Hardware fornisce articoli, notizie, comparazioni di prezzi, video e opinioni sull'hardware del computer e sull'alta tecnologia. Il sito copre argomenti di CPU, schede madri, RAM, grafica e monitor, memorie e periferiche di computer. Tom's Hardware ha un forum e un relativo blog. Un aspetto unico di Tom's Hardware è la sezione "Build your Own" dove i lettori possono imparare a costruire i loro computer. I lettori di Tom's Hardware sono entusiasti tecnologici, acquirenti di prodotti high-tech, consumatori, information technology decision makers, purchasing influencers, e analisti industriali. È pubblicato in diverse lingue.

### Versioni internazionali
- Cina
- Francia
- Germania
- Italia
- Polonia
- Regno Unito/ Irlanda
- Svezia
- Russia
- Stati Uniti
- Taiwan
- Turchia
- Ungheria